# Théorie du risque-profit
La théorie du risque-profit, appelée également théorie du risque d'activité, est une théorie élaborée par la doctrine de la fin du XIXe siècle (en particulier par Labbé, Raymond Saleilles ou Louis Josserand). Elle consiste à dire que celui qui tire profit d’une activité doit en supporter les charges, ce qui englobe l’indemnisation des dommages qu’elle provoque.
Cette théorie s'inscrit dans le cadre plus général de l'État-providence.
La Révolution industrielle est alors conçue comme un bien social, qui entraîne un mal nécessaire : les accidents du travail. 
Ensuite 
, la théorie sert à faire rembourser les accidents du travail par l'employeur, qui profite du risque (l'activité industrielle présentant un danger pour le travailleur) pris. Il s'agit en France de la loi de 1898 sur les accidents du travail qui renversent la charge de la preuve en instaurant une présomption de responsabilité de l'employeur. Les accidentés n'ont donc plus à prouver qu'il y a une faute personnelle imputable à l'employeur ; c'est à celui-ci de prouver qu'il n'est pas coupable.
L'État-providence va naître de la même logique. Puisque c'est la société tout entière qui bénéficie de la Révolution industrielle, c'est à la société dans son ensemble de supporter les charges.
La théorie du risque-profit change également la nature de la responsabilité. Alors qu'auparavant, elle était basée sur la faute, elle est désormais fondée sur le risque.